# História da Sibéria

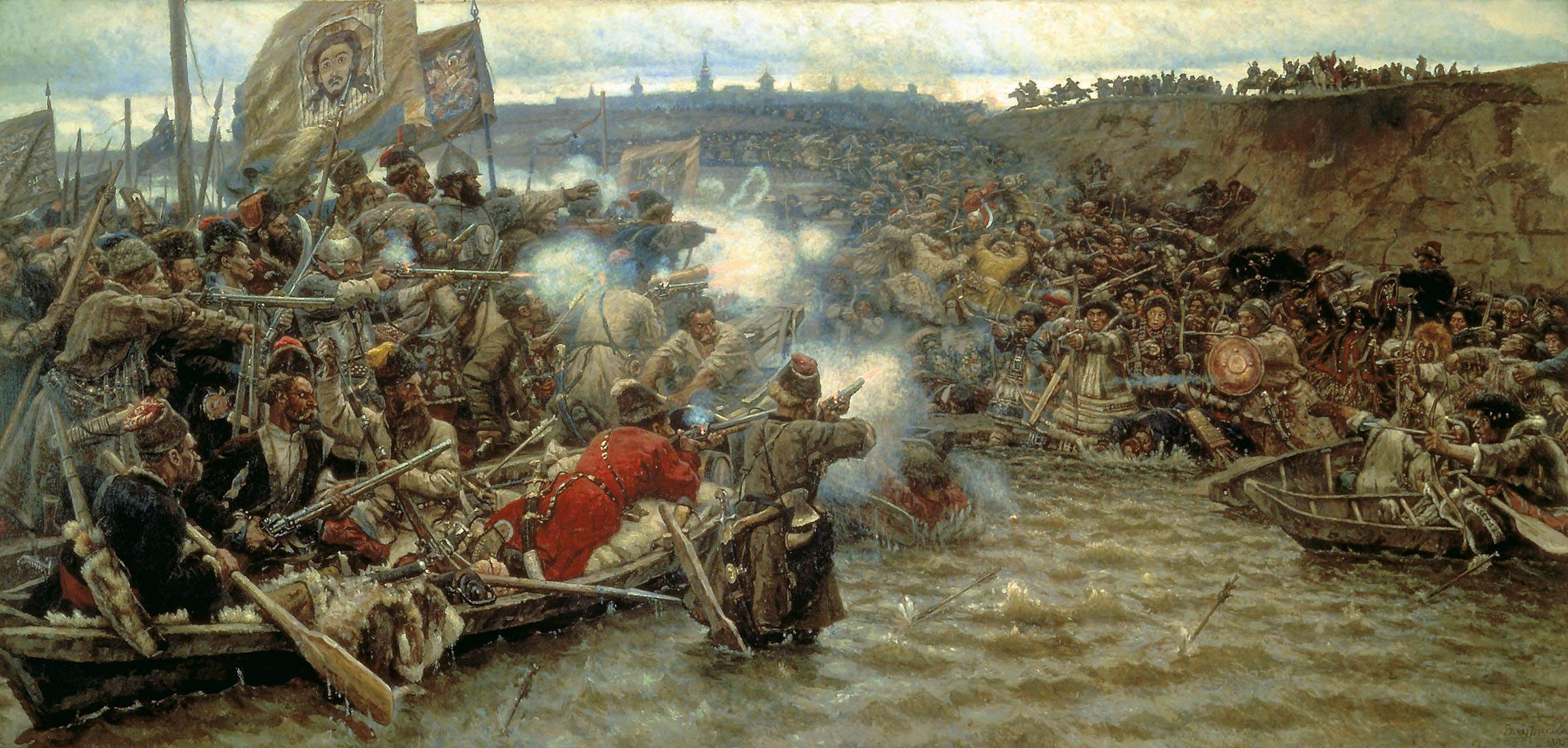
A Conquista de Sibéria de Yermak, uma pintura de Vasily Surikov.

A história da Sibéria pode ser traçada a partir de hordas nômades dos citas e os xiongnu, que datam de antes da era cristã. As estepes do sul da Sibéria tornou-se a rota da seda e  presenciaram a uma sucessão de impérios nômades, incluindo o Império Turco e o Império Mongol. No final da Idade Média, o budismo lamaísta expandiu-se nas regiões ao sul do lago Baikal. Um marco na história da região foi a chegada dos russos nos séculos XVI e XVII, contemporâneo e, em muitos aspectos análogos a colonização européia nas Américas. Durante o período imperial da história russa, na Sibéria era uma província agrícola que foi utilizada como lugar de exílio, entre outros de Avvakum, Dostoievski e os Dezembristas. O século XIX, viu a construção da Ferrovia Transiberiana, da industrialização e da descoberta de vastas reservas de recursos minerais na região.

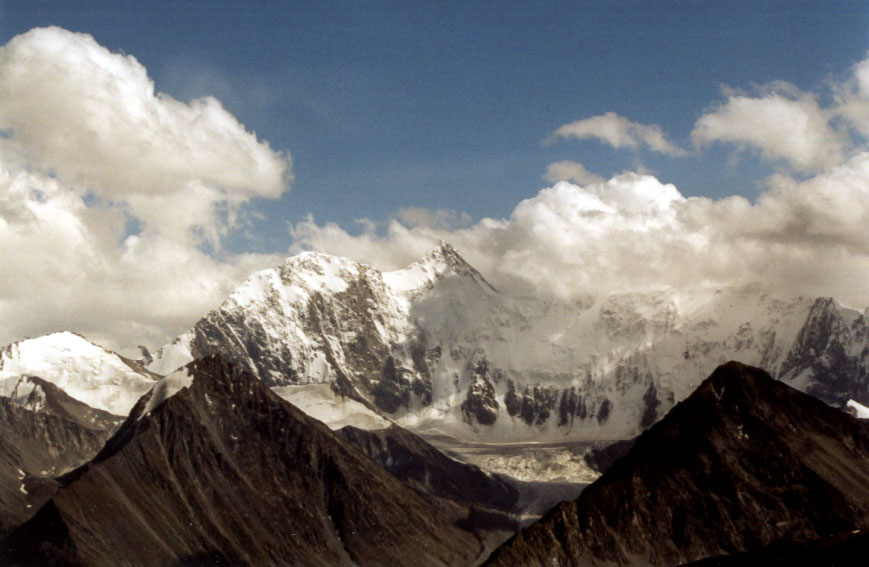

## Introdução
A conquista e colonização da Sibéria pelos cossacos, e pelos russos, feita no
século XVI, em geral, têm muitos paralelismos com a conquista do Oeste americano: um povo europeu tecnologicamente mais desenvolvido invade territórios ancestralmente ocupados por povos nómadas, com menos sofisticação tecnológica e um estilo de vida, tradições e maneira de olhar para o mundo muito diferentes das do povo invasor, armado também com a sua cultura judaico-cristã-muçulmano. O resultado inevitável é a derrota militar dos povos com menor potencial tecnológico, que traz consigo uma assimilação cultural em grande medida feita pela força.

## Traços culturais

Entre os traços culturais usados para justificar a dominação e a assimilação dos povos siberianos contam-se em lugar de destaque os ritos funerários. Devido à dificuldade em abrir campas com os instrumentos de que dispunham em solo gelado ou encharcado, as culturas siberianas não enterravam os seus mortos. Os koryaques e os chukchis dissecavam-nos. Os yukaghires desmembravam-nos e depois distribuíam as várias partes, já secas, pelos familiares mais próximos. Estes pedaços do ente querido eram apelidados de "avós", funcionando como amuletos. Os kamchadales, pelo seu lado, tinham em mente as necessidades de transporte no Além: davam os cadáveres a comer aos cães, para que os falecidos tivessem uma boa equipe de cães a puxar-lhes o trenó.[carece de fontes?]

Evolução demográfica das principais cidades siberianas

Os russos, presos às suas tradições cristãs, viam estes povos como "bárbaros". Curiosamente, nesta mesma altura (séculos XVII e XVIII), a Europa ocidental olhava para o czar e os seus súbditos de uma forma semelhante.

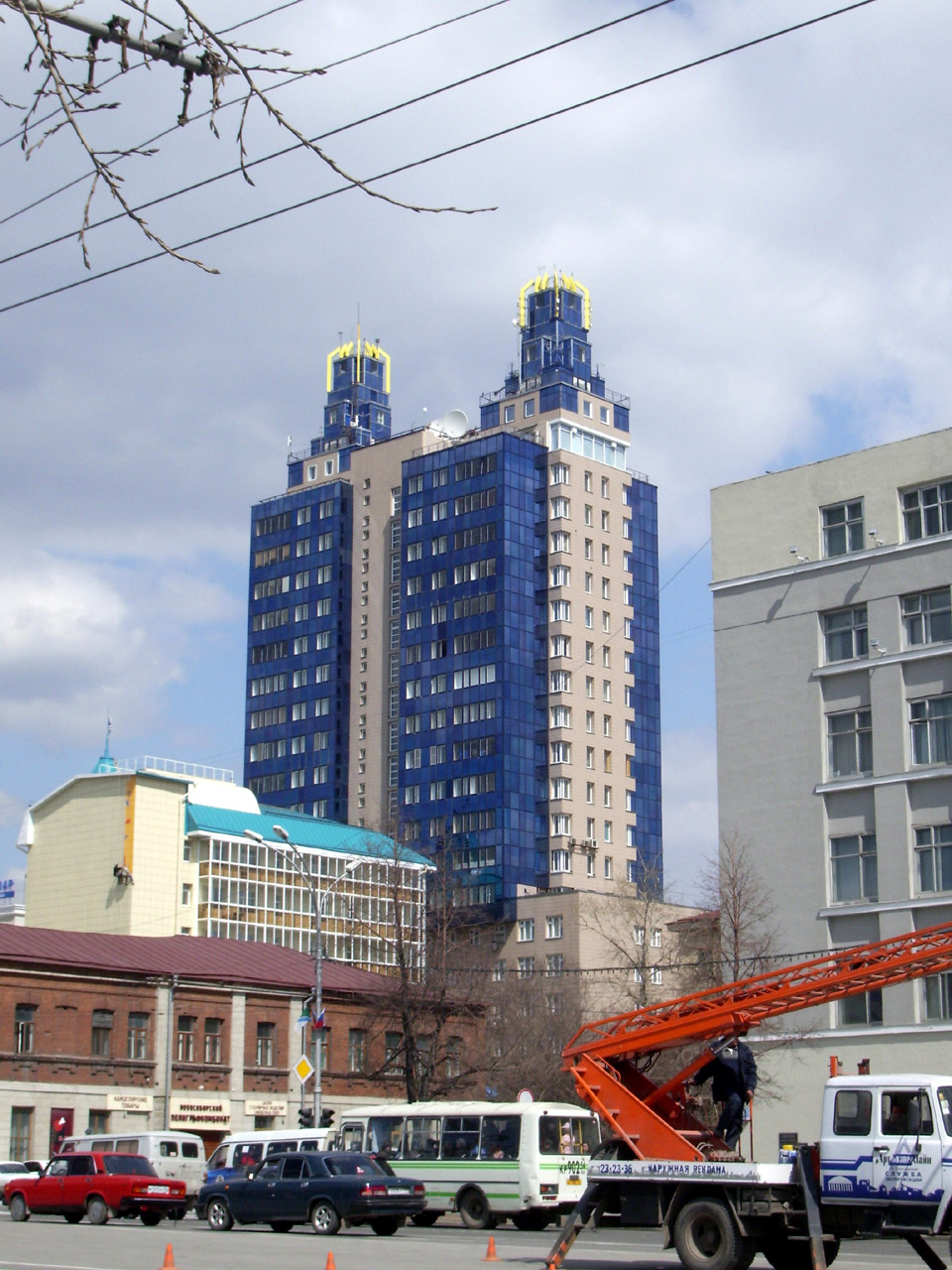

No entanto, os cossacos rapidamente aprenderam que lhes sairia muito caro desprezar toda a experiência acumulada pelos siberianos ao longo das muitas gerações que levaram a encontrar as melhores soluções de sobrevivência no clima agreste da Sibéria e na escassez local de recursos.

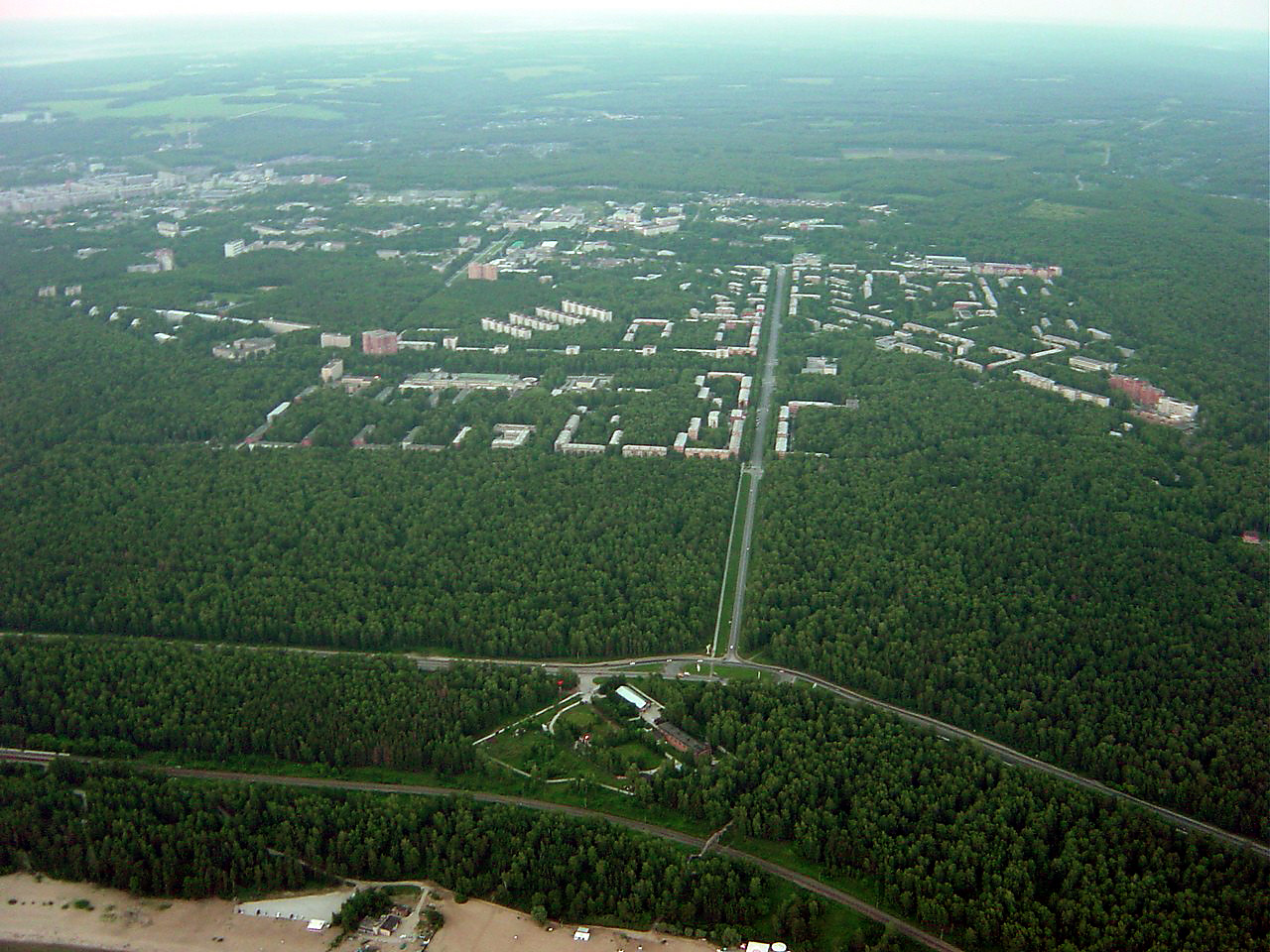

Um dos aspectos onde eles rapidamente adoptaram os costumes locais foi na alimentação, e muita dela chegou aos nossos dias.

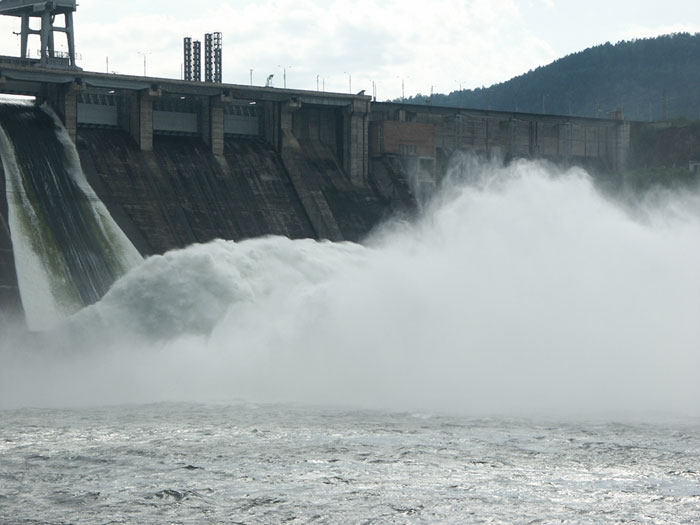

Os ostyaques e voguls, por exemplo, bebiam o sangue fresco das renas e, quando tal não era possível, aproveitavam-no para fazer panquecas ou para engrossar a sopa. O peixe geralmente era comido cru, e para acompanhar bebia-se seiva de bétula. Os quirguizes, buriates e yakutes adoravam kumis - nada mais, nada menos que leite de égua fermentado. Os yakutes orgulhavam-se particularmente do seu "alcatrão de leite" (não sendo a tradução fiável). Trata-se de uma mistura cozida de carne, peixe, raízes, ervas e casca de árvores. Tudo isto era bem triturado e misturado, juntando-se-lhe depois farinha e leite.

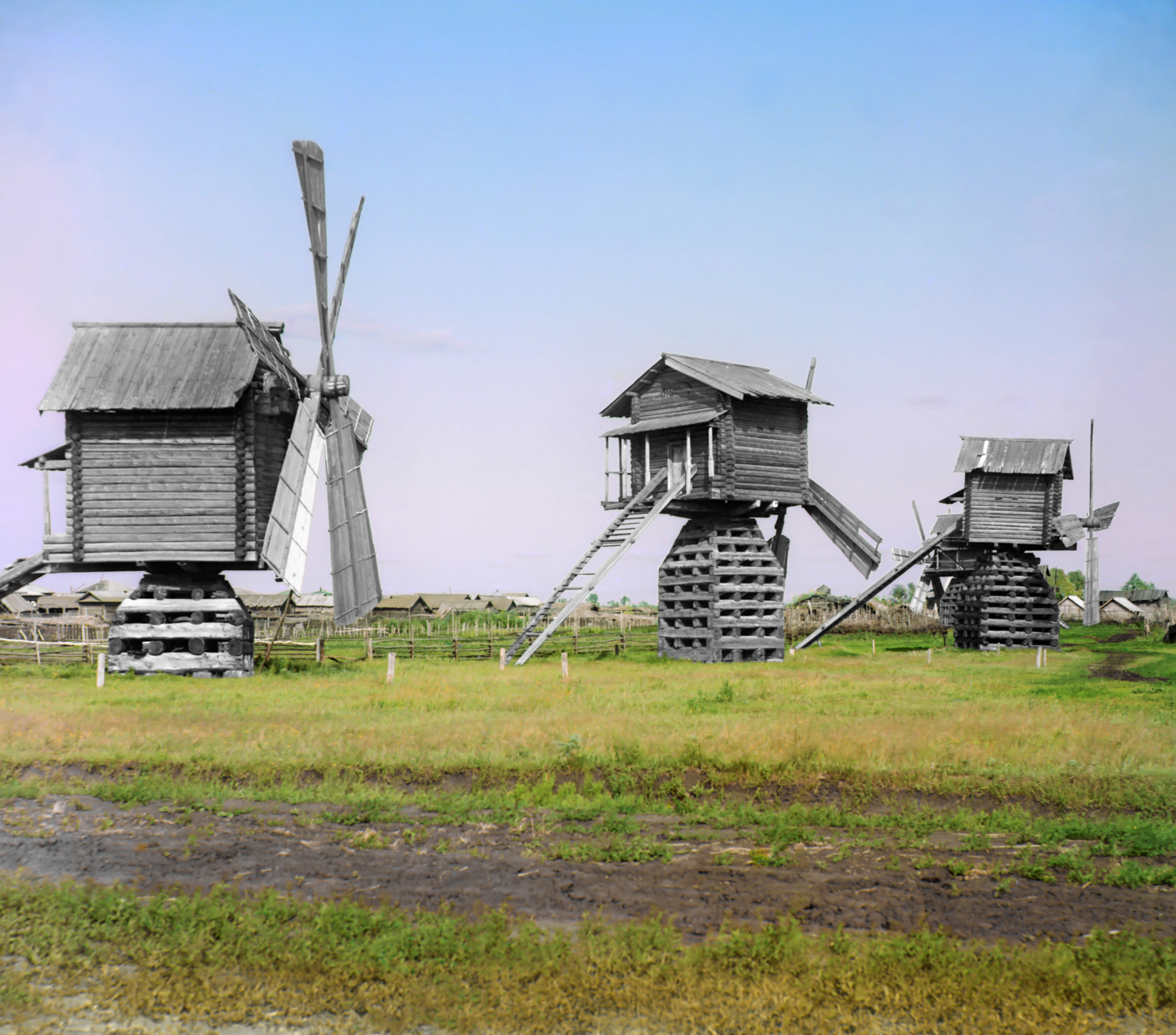

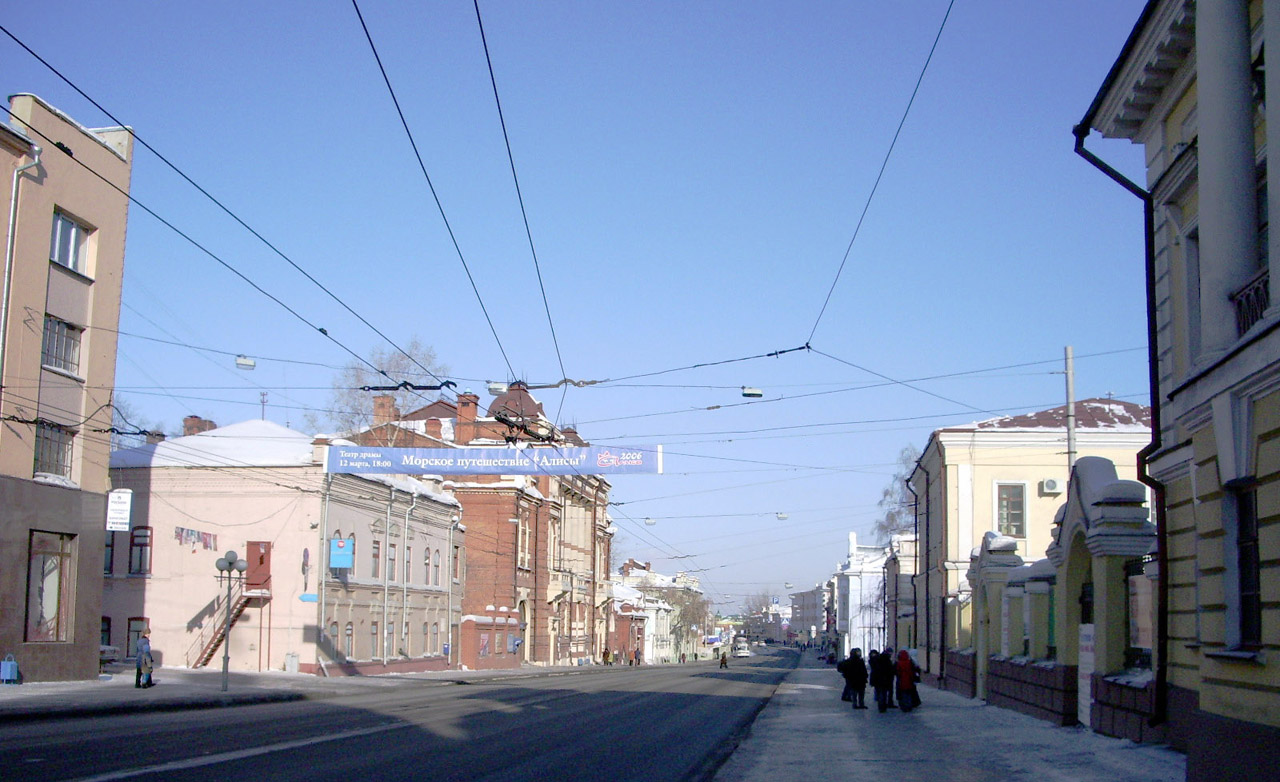

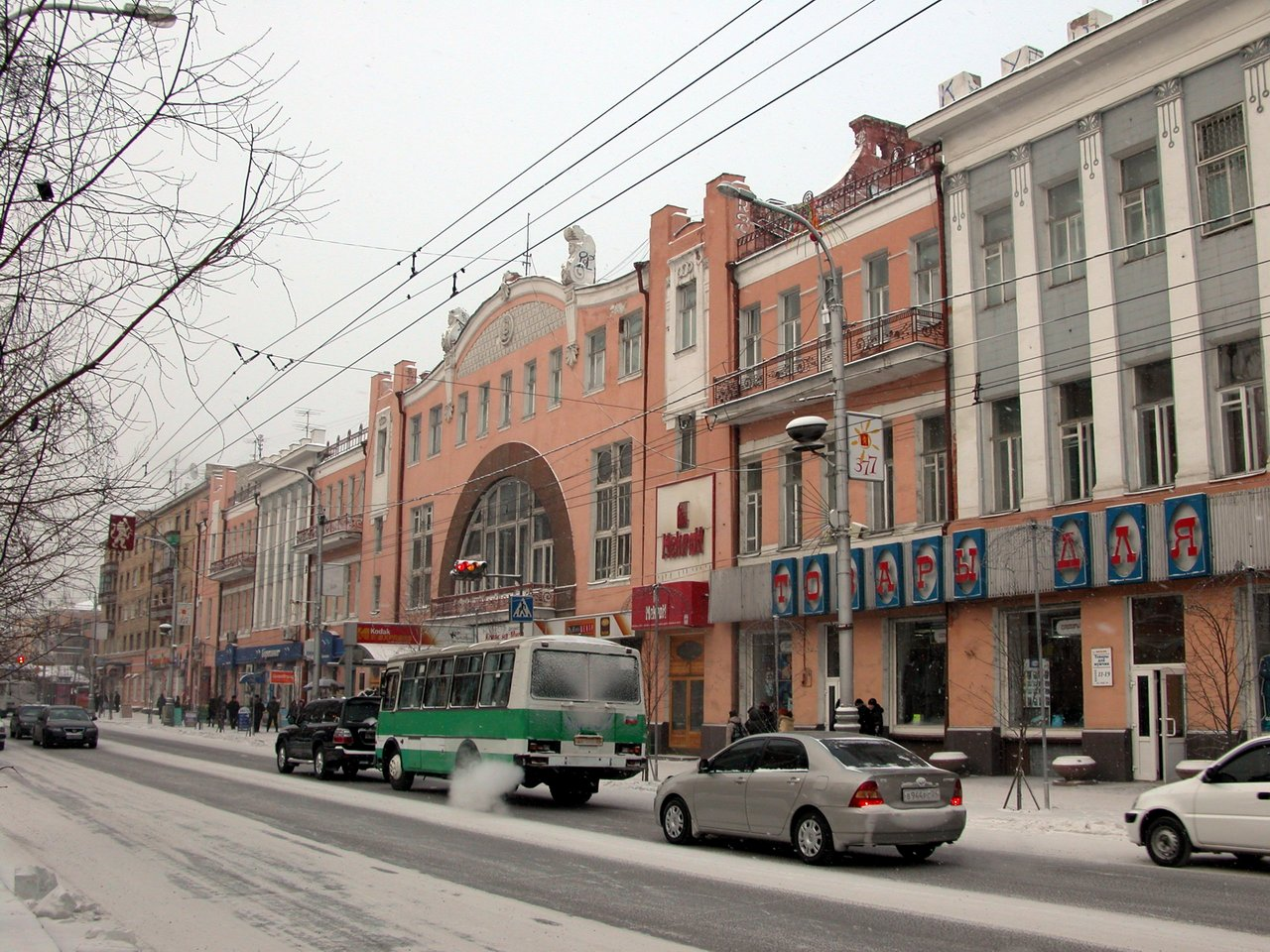

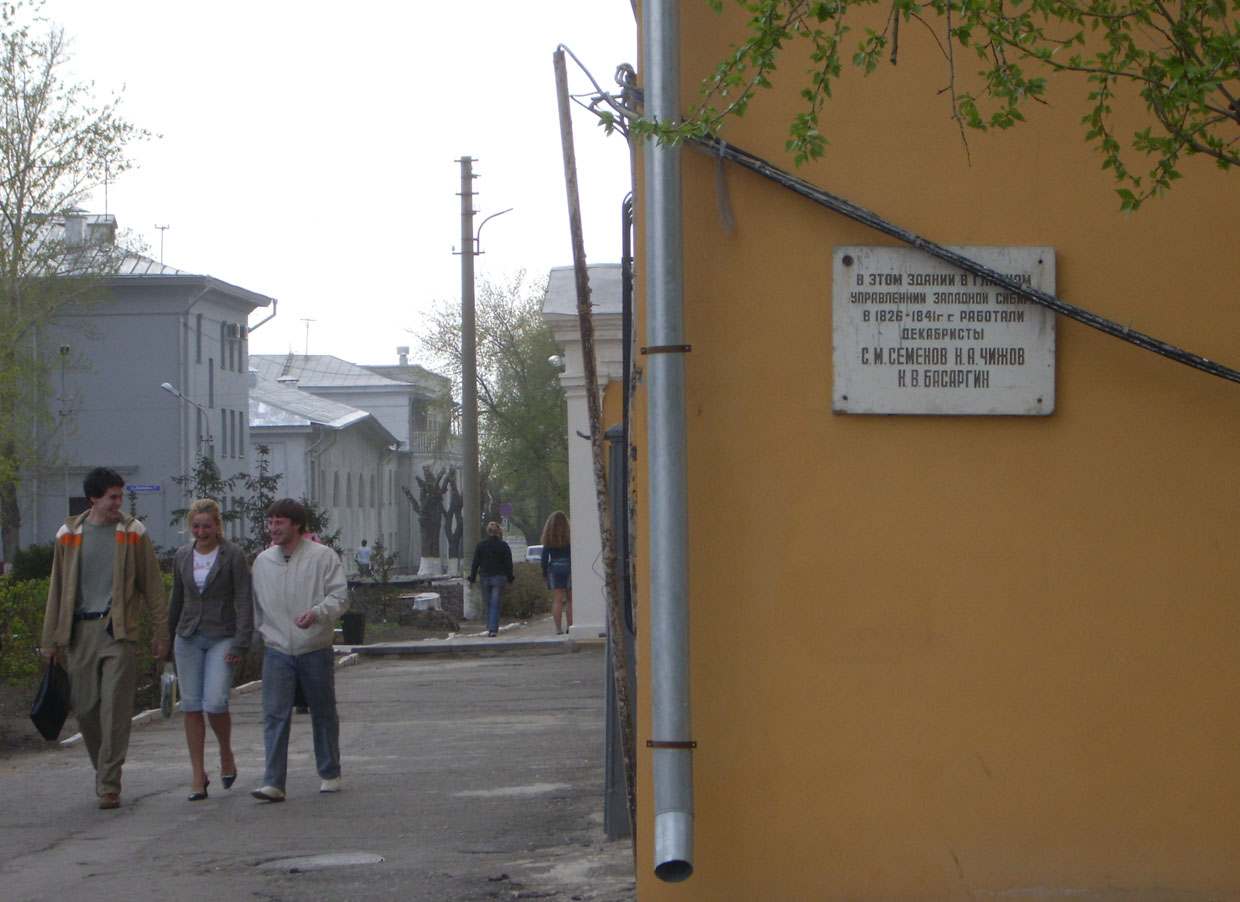

A rena era o principal gado siberiano no que não se distinguiam de todos os outros povos do Ártico. Os nómadas da tundra aproveitavam tudo daqueles animais: os globos oculares eram comidos, os lábios e orelhas eram especialmente apreciados e até o conteúdo semi-digerido dos intestinos (fibras de plantas) era utilizado para fazer "pudins negros" (os outros ingredientes eram a gordura e o sangue coagulado).

## Transiberiana

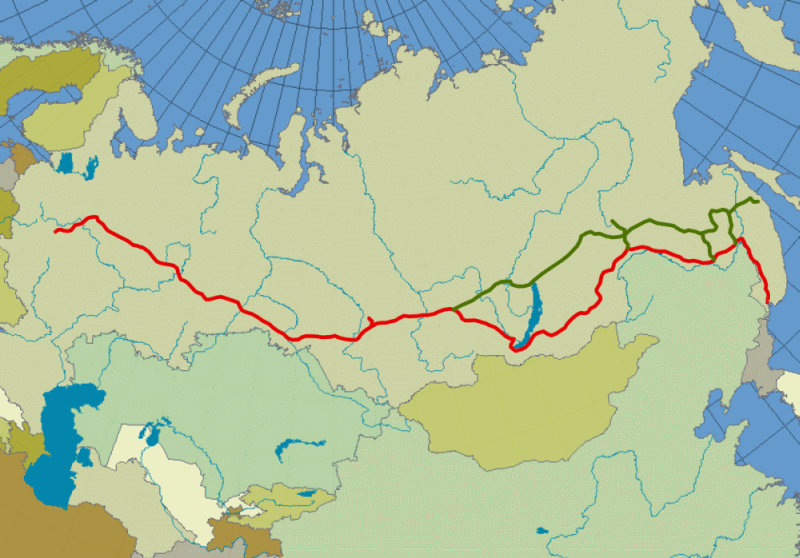
A Transiberiana em vermelho, e a linha Baikal Amur em verde. Note o lago Baikal entre as duas.

A ferrovia Transiberiana ou simplesmente Transiberiana (em russo Транссибирская магистраль, Транссиб, ou Transsibirskaya magistral, Transsib), construída entre  1891 e 1916, é uma rede ferroviária conectando a Rússia européia com as províncias russas do extremo oriente. Com 9289 km (5772 milhas) e atravessando 8 fusos horários, é a mais longa ferrovia do mundo.
A rota principal é a "linha Transiberiana", que sai de Moscou para Vladivostok, passando por Nizhny Novgorod no Volga, Perm no rio Kama, Ekaterinenburg nos Urais, Omsk no rio Irtysh, Novosibirsk no rio Ob, Krasnoyarsk no rio Yenisei, Irkutsk perto da extermidade sul do lago Baikal, Chita e finalmente Khabarovsk. (De 1956 a 2001 o trem chegava via Yaroslavl em vez de Nizhny Novgorod). Em 2002 a eletrificação foi finalizada. Cerca de 30% das exportações russas viajam por esta linha.
Uma segunda linha é a linha Transmanchuriana, que coincide com a Transiberiana até Tarskaya, algumas centenas de quilômetros a leste do lago Baikal. De Tarskaya a Transmanchuriana dirige-se para o sudeste, China adentro, terminando seu percurso em Pequim (Beijing).

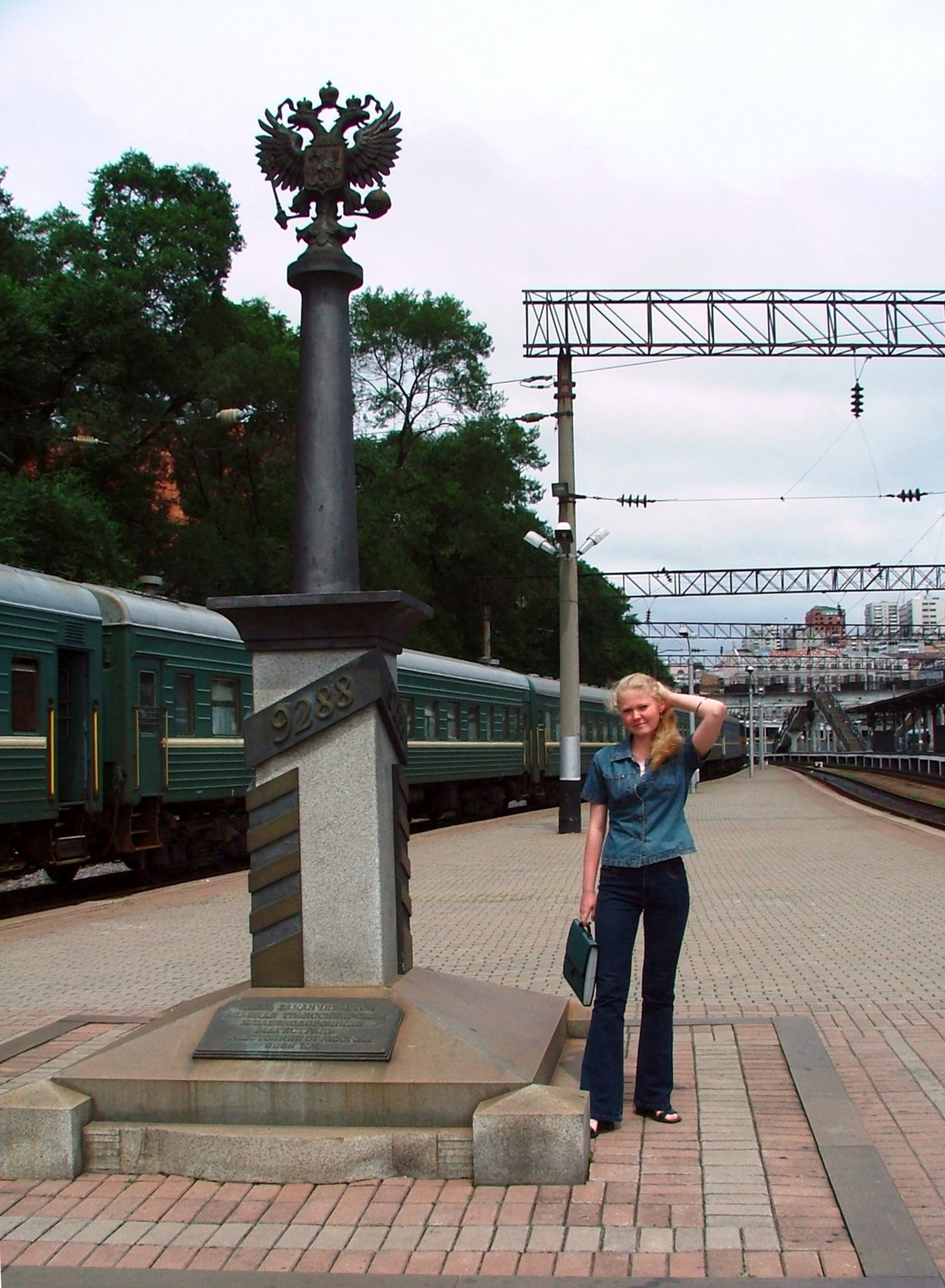
A marca do quilômetro 9288, no final da linha, em Vladivostok

A terceira linha é a linha Transmongoliana, que coincide com a Transiberiana até Ulan Ude, na margem oriental do Baikal. De Ulan-Ude a Transmongoliana dirige-se para o sul, em direção de Ulaanbaatar, para depois dirigir-se ao sudeste, em direção de Pequim.
Em 1991, uma quarta rota indo mais longe para o norte foi finalmente terminada, depois de mais de 50 anos de trabalhos esporádicos. Conhecida como a linha Baikal Amur (em verde no mapa), esta extensão inicia-se da linha Transiberiana, a várias centenas de quilômetros a oeste do lago Baikal, e passa pelo lago na sua extremidade norte. Chega ao Pacífico a nordeste de Khabarovsk, em  Sovetskaya Gavan (i.e., Porto Soviético, também conhecida como Sovgavan, Sovietgavan e, antigamente, Imperatorskaya Gavan, i.e., Porto Imperial). Apesar desta rota dar acesso à costa norte do Baikal, ela também passa por algumas zonas de acesso restrito.